# Sibongile Khumalo
Sibongile Khumalo, född 24 september 1957 i Soweto, död 28 januari 2021, var en sydafrikansk sångerska.

## Biografi
Sibongile Khumalo föddes och växte upp i Orlando West i Soweto  och började under sin fars, musikprofessorn Khabi Mngomas ledning, studera musik vid åtta års ålder. Hon har studerat violin, sång, drama och dans, och har en fil. kand. i musik (Bachelor of Arts) från University of Zululand och en Honours Degree från University of the Witwatersrand. 1993 vann hon priset Standard Bank Young Artist Award vid Grahamstown-festivalen.
Khumalo har etablerat sig som jazzsångerska i Sydafrika, och var den första att sjunga titelrollen som prinsessan Magogo kaDinuzulu i "den första zuluoperan", Princess Magogo kaDinuzulu, som hade premiär i Durban 2002.
2007 började hon ett samarbete med jazzbatteristen Jack DeJohnette, och turnerade i Europa med honom och andra. Turnén avslutades på Cape Town International Jazz Festival. 2007, i samband med sin 50-årsdag, startade hon även sitt eget oberoende skivbolag, Magnolia Vision Records.
Den 18 april 2009 utnämndes Khumalo till hedersdoktor av Rhodes University i Grahamstown.

## Diskografi
- Ancient Evenings (1996)
- Live at the Market Theatre (1998)
- Immortal Secrets (2000)
- Quest (2002)
- The Greatest Hits (2006)
- Sibongile Khumalo (2006)